# Европейски игри 2015
Европейските игри през месец юни 2015 г. са първите в историята Европейски игри, които се провеждат в столицата на Азербайджан - Баку.
Решението за провеждането на първите в историята европейски игри /всички останали континенти имат подобни спортни форуми/ се взема през месец декември 2012 г. в Рим, а на 12 юли 2013 г. стартира специален брояч, който отброява дните до началото на първенството. Игри се провеждат от Европейските олимпийски комитетети (на английски: European Olympic Committees) - международна организация обединяваща 50 олимпийски комитета от Европа, със седалище в Лозана.
Церемонията по откриването на игрите се проведе на 12 юни 2015 г., а церемонията по закриването им се проведе на 28 юни 2015 г.